# Monnina ramosa
Monnina ramosa là một loài thực vật có hoa trong họ Polygalaceae. Loài này được I.M. Johnst. mô tả khoa học đầu tiên năm 1924.